# حمیدرضا لادور
حمیدرضا لادور (زادهٔ ۱۵ آذر ۱۳۶۹ در اصفهان) قهرمان و ملی پوش تیم ملی ووشو ( ساندا ) ایران  است.  
وی در حال حاضر به مربیگری و پرورش هنرجویانش در اصفهان مشغول میباشد و یکی از نامدارترین مربیان ساندا در این استان است. 

## عناوین و افتخارات
مسابقات جوانان جهان بالي اندونزي ٢٠٠٨ مدال طلا
مسابقات غرب اسيا ٢٠٠٨ ، ٢٠١٠ مدال طلا
مسابقات كامبت گيمز روسيه ٢٠١٣ مدال طلا
مسابقات بازيهاي آسيايي اينجئون ٢٠١٤ مدال نقره
جام جهاني ووشو ٢٠١٤جاكارتا اندونزي مدال طلا
مسابقات يونيورسياد جهاني تايوان ٢٠١٧ مدال طلا

## بازی‌های آسیایی
وی در بازی‌های آسیایی ۲۰۱۴ اینچئون -  کره جنوبی در مرحله فینال  وزن75- کیلوگرم مردان با شکست در برابر کیم میونگ جین از کره جنوبی به مدال نقره این مسابقات دست یافت.